# Retrat de senyora
Retrat de senyora és una pintura sobre tela feta per Romà Ribera i Cirera entre la segona meitat del segle xix i la primera meitat del segle xx, i que es troba conservada actualment a la Biblioteca Museu Víctor Balaguer, amb el número de registre 1664 d'ençà que va ingressar el 1956, formant part de l'anomenat "Llegat 1956"; un conjunt d'obres provinents de la col·lecció Lluís Plandiura- Victòria González.

## Descripció
Retrat d'una senyora de mig cos, d'aparença luxosa amb pells al coll i abric molt elegant, de tipus parisenc. Cara de porcellana rosada, mirada fixa i frontal. Duu barret i guants.

## Inscripció
Al quadre es pot llegir la inscripció Román Ribera (superior dret) Al darrere: Roman Ribera/1849-1935/31.